# Hymeniacidon calva
Hymeniacidon calva är en svampdjursart som först beskrevs av Ridley 1881.  Hymeniacidon calva ingår i släktet Hymeniacidon och familjen Halichondriidae. Inga underarter finns listade i Catalogue of Life.